# Метрафильмс
Метрафильмс — одна из ведущих независимых кинокомпаний, специализирующаяся на разработке и производстве художественных фильмов, авторских игровых и документальных сериалов, а также анимационных фильмов и сериалов. Основатель и генеральный продюсер — Артём Александрович Васильев - член Европейской киноакадемии, Российской академии кинематографических искусств "Ника" и Европейского клуба продюсеров.
Фильмы, снятые «Метрафильмс» и спродюсированные Артёмом Васильевым, отмечены многочисленными наградами на престижных международных кинофестивалях и выходили в российский и мировой прокат в партнёрстве с крупными дистрибьютерами и известными sales-компаниями.

## История
Компания была основана в 1993 году под названием «ТЕКО ФИЛЬМ» и первые годы занималась производством телевизионной рекламы, в последствии дополнительно начала заниматься продюсированием пост-производства для ряда российских кинопроектов. С 2003 года поменяла название на «Метрафильмс», а с 2005 года начала заниматься художественными фильмами и телевизионными проектами. В 2008 году продюсерский полнометражный дебют Артёма Васильева, фильм «Бумажный Солдат» Алексея Германа-младшего, был награжден на 65-м Венецианском Кинофестивале за лучшую режиссерскую и операторскую работы.
С 2011 года к направлениям производства добавился брендированный контент (фильмы и сериалы, спонсируемые брендами). В рамках этого сотрудничества были сняты ролики для Wrigley, Pedegree, Rich, «Яндекс» и других крупных брендов. Над рекламными фильмами работали такие авторы, как Андрей Звягинцев, Фёдор Бондарчук, Борис Хлебников, Алексей Попогребский и другие.
В настоящее время группа компаний «Метрафильмс» объединяет продюсерскую компанию «Метрафильмс», «Студию Метрафильмс» и «Studio Metrafilms Moldova»
Фильмы, производства кинокомпании «Метрафильмс», отмечены на таких престижных международных кинофестивалях как Венецианский и Берлинский, и участвовали почти во всех основных мировых кинофестивалях, включая Каннский, SWSX и Токийский. В России неоднократно становились лауреатами и участниками главных кинофестивалей и кинопремий страны, таких как «Кинотавр», «Золотой Орёл», «Ника» и многих других.
«Студия Метрафильмс» занимается созданием анимационных проектов. Самым популярным анимационным проектом Студии является анимационный сериал «Три кота», транслируемый на телевидении с 2015 года более чем в 170 странах мира. В 2022 году в российский прокат вышел первый полнометражный фильм о главных героях сериала - «Три кота и море приключений». Он снят Студией Метрафильмс по заказу телеканала «СТС». В данный момент ведется работа над вторым полным метром - «Три Кота. Зимние Каникулы». Релиз анимационного фильма состоится 12 декабря 2024 года. Также среди проектов Студии анимационный сериал «Лекс и Плу. Космические таксисты», рассказывающий о приключениях лиса Лекса и его друга, енота Плу, которые живут на окраине Вселенной и занимаются любимым делом — работают космическими таксистами.
«Studio Metrafilms Moldova» занималась разработкой таких анимационных работ, как "Антология русского хоррора: Красный состав" - серии из шести короткометражных анимационных фильмов  сделанных разными режиссерами в разных анимационных техниках. Проект включает в себя короткие метры, созданные по произведениям таких авторов, как Александр Грин («Дочь крысолова»), Алексей Толстой («Семья вурдалака»), Александр Пушкин («Гробовщик») и других. Сериал стал лауреатом многочисленных международных фестивалей.
Анимационный сериал "Отель у Овечек" от режиссера Дмитрия Высоцкого рассказывает о дружной семьи овечек, открывших отель в своём старинном особняке. В каждой серии овечка Белла и её старший брат Беня знакомятся с новыми постояльцами и помогают родителям в свободное от игр и школы время. Дети так стремятся превратить гостиницу в самое популярное место отдыха в городе, что часто попадают в комичные ситуации. В настоящий момент идет показ уже второго сезона на телеканалах СТС и Карусель.
В январе 2024 года в прокат вышла масштабная военная драма Алексея Германа-младшего "Воздух", премьера которой состоялась на 36-м Токийском кинофестивале. Сборы фильма составили более 500 млн.рублей, а на премии "Золотой Орёл" "Воздух" был назван "Лучшим фильмом". 

## Фильмы
| Год выпуска | Название                                                     | Режиссер                         | Награды и номинации |
| ----------- | ------------------------------------------------------------ | -------------------------------- | --- |
| 2024        | «Три Кота.Зимние каникулы»                                   | Дмитрий Высоцкий                 | - 2024 г. Открытый российский кинофестиваль авторского кино «Зимний» |
| 2023        | «Воздух»                                                     | Алексей Герман-мл.               | - 2023 г. 36-й Токийский международный кинофестиваль ("Основной конкурс") - 2024 г. The Asia-Europe Festival of Young Cinema - 2025 г. «Лучший игровой фильм», «Лучшая мужская роль», «Лучшая женская роль второго плана», «Лучший монтаж», «Лучшая работа звукорежиссера»,«Лучшие визуальные эффекты» (Национальная премия «Золотой орёл») |
| 2023        | «Крецул»                                                     | Александра Лихачева              | - 2023 г. Фестиваль «Короче» - 2023 г. Международный кинофестиваль в Сан-Паулу |
| 2023        | «Белый Список»                                               | Алиса Хазанова                   | - 2023 г. Фестиваль «Пример Интонации» |
| 2022        | «Три кота и море приключений»                                | Дмитрий Высоцкий                 | - 2023 г. Приз "Тэфи - Kids" за "Лучший анимационный фильм" - 2024 г. Приз Икар (кинопремия) за "Лучший анимационный фильм" - 2024 г. Приз Открытый российский фестиваль анимационного кино за "Лучший фильм для детей" |
| 2022        | «Оторви и выбрось»                                           | Кирилл Соколов                   | - 2021 г. Конкурс 32-го фестиваля «Кинотавр» - 2022 г. SXSW - секция Midnighters - 2022 г. Призы "Лучшая начинающая актриса" и "Лучший режиссер" программы International Competition at Fantaspoa - 2021 г. Приз "Лучшая актриса" фестиваля The Tallin Black Nights Film Festival |
| 2022        | «Продукты 24»                                                | Михаил Бородин                   | - 2022 г. Приз Европейской конфедерации художественного кино (программа "Панорама", 72-й Берлинский международный кинофестиваль) - 2022 г. Tokyo Film Festival - World Focus Section - 2022 г. Singapore Film Festival - Asian Feature Film Competition - 2022 г. Taipei Film Festival |
| 2021        | «Дело»                                                       | Алексей Герман-мл.               | - 2021 г. Программа "Особый взгляд" на Каннский кинофестиваль 2021 - 2021 г. Фильм-открытие фестиваля "Окно в Европу" - 2021 г. Приз за "Лучшую мужскую роль" Азиатско-Тихоокеанской кинопремии |
| 2021        | «Общага»                                                     | Роман Васьянов                   | - 2021 г. Приз за лучший дебют («Кинотавр») - 2021 г. Мировая премьера фильма состоялась на 24-м Шанхайском международном кинофестивале |
| 2020        | «Трое»                                                       | Анна Меликян                     | - 2020 г. Премия за лучшую операторскую работу («Кинотавр») |
| 2019        | «Юморист»                                                    | Михаил Идов                      | - 2018 г. Приз за лучшую мужскую роль (Национальный кинофестиваль дебютов «Движение») |
| 2018        | «Война Анны»                                                 | Алексей Федорченко               | - 2018 г. Программа "Voices" Роттердамского кинофестиваля - 2018 г. Гран-при фестиваля ГОРЬКИЙ fest - 2018 г. Основной конкурс Международного кинофестиваля в Гетеборге - 2019 г. «Лучший игровой фильм», «Лучшая режиссерская работа» (Национальная премия «Золотой орёл») - 2019 г. Награды в номинациях "Лучший фильм" и "Лучшая женская роль" премии Ника |
| 2018        | «Довлатов»                                                   | Алексей Герман-мл.               | - 2018 г. «Серебряный медведь» за выдающиеся достижения в области киноискусства (68-й Берлинский международный кинофестиваль) - 2018 г. Приз независимого жюри газеты Berliner Morgenpost на Берлинском кинофестивале |
| 2015        | «Под электрическими облаками»                                | Алексей Герман-мл.               | - 2015 г. «Серебряный медведь» за выдающиеся художественные достижения (65-й Берлинский международный кинофестиваль) - 2015 г. «Лучшая режиссерская работа» (Asia Pacific Screen Awards) |
| 2010        | «Явление Природы»                                            | Александр Лунгин, Сергей Осипьян | - 2010 г. «Лучшая операторская работа» (Открытый Российский кинофестиваль «Кинотавр») |
| 2009        | «Полторы комнаты, или Сентиментальное путешествие на родину» | Андрей Хржановский               | - 2009 г. Гран-при «За лучший игровой фильм», Приз гильдии киноведов и кинокритиков (III Международный кинофестиваль «Зеркало» имени Андрея Тарковского) - 2009 г. Главный приз программы «К Востоку от Запада» (Кинофестиваль в Карловых Варах) - 2009 г. Гран-при «Золотая ладья», Специальный приз жюри «Серебряная ладья» за лучшую женскую роль (XVII РКФ «Окно в Европу» в Выборге) - 2009 г. Специальная премия Мирона Черненко (Национальная премия кинокритики и кинопрессы «Белый слон») - 2010 г. «Лучший игровой фильм», «Лучшая режиссёрская работа» и «Лучшая сценарная работа» (Национальная кинематографическая премия «Ника») - 2010 г. номинации «Лучший сценарий», «Лучшая мужская роль второго плана» (Национальная премия «Золотой орёл») |
| 2008        | «Бумажный Солдат»                                            | Алексей Герман-мл.               | - 2008 г. «Серебряный лев» за лучшую режиссерскую работы, «Золотая Озелла» за лучшую операторскую работу (65-й Венецианский Кинофестиваль) - 2008 г. Лучшая режиссерская работа (Национальная премия кинокритики и кинопрессы «Белый слон») |

## Анимационные сериалы
| Год                | Название                                                       | Телеканал                             | Награды и номинации |
| ------------------ | -------------------------------------------------------------- | ------------------------------------- | --- |
| 2015 — 2024        | «Три кота»                                                     | СТС, Карусель, Nick Jr., О!, ВТВ 360° | - 2016 г. Номинация «Анимационное кино»: Специальный диплом «За раскрытие внутренней жизни семейства кошачьих», серия «Варенье в подвале» (V Московский фестиваль российского кино «Будем жить!») - 2017 г. Диплом «За сценарное решение» в категории «Лучший сериал», серия «Папа за маму» (22 Открытый Российский Фестиваль анимационного кино в Суздале) - 2017 г. Лауреат в номинации «Эпизод», серия «Папа за маму» (кинопремия «Икар») - 2018 г. Победитель в номинации «Программа для детей и юношества» (ТЭФИ) - 2020,2021,2022,2023 гг. Премия Ассоциации продюсеров Кино и Телевидения АПКиТ за «Лучший анимационный сериал» - 2024 г. Премия Ассоциации продюсеров Кино и Телевидения АПКиТ за «Лучший анимационный сериал» - 2025 г. Премия Ассоциации продюсеров Кино и Телевидения АПКиТ за «Лучший анимационный сериал» |
| 2019 — наст. время | «Лекс и Плу: Космические таксисты»                             | СТС, Карусель, СТС                    | - 2021 г. Лауреат в номинации "Стартап" премии Икар (кинопремия) - 2021 г. Диплом в категории «Лучший Сериал» с формулировкой «За лучший космический сервис» (серия "Побыть Броненосцем") премии Открытый российский фестиваль анимационного кино (26-й Открытый российский фестиваль анимационного кино в Суздале) |
| 2022 — наст. время | «Отель у овечек»                                               | СТС, Карусель, СТС                    | - 2023 г. Лауреат в номинации "Стартап" премии Икар (кинопремия) |
| 2022               | "Red Iron Road" ("Антология русского хоррора: Красный Состав") |                                       | - 2023 г. Победитель фестиваля Toronto after dark в категории «Best Canadian Short Film» - 2022 г. Победитель фестиваля LUSCA Fantastic Film Fest в категории «Best International Animation&Best International Short Audience Award» - 2023 г. Победитель фестиваля New York City Horror Film Festival в номинации «Best Short Film» - 2023 г. Победитель фестиваля Sensei Film Festival в номинации «Best Animated Film» |
| 2023 -             | "Барсукот. Очень зверский детектив"                            |                                       | - 2024 г Диплом в категории сериал «За очевидно невероятный подход к истории» премии Открытый российский фестиваль анимационного кино (29-й Открытый Российский фестиваль анимационного кино в Суздале) - 2024 г. Лауреат в номинации "Стартап" премии Икар Икар (кинопремия) |